# Xã Montgomery, Quận Le Sueur, Minnesota
Xã Montgomery (tiếng Anh: Montgomery Township) là một xã thuộc quận Le Sueur, tiểu bang Minnesota, Hoa Kỳ. Năm 2010, dân số của xã này là 665 người.